# 80.ª Brigada Mixta (Ejército Popular de la República)
La 80.ª Brigada Mixta fue una unidad del Ejército Popular de la República creada durante la Guerra Civil Española. Situada en el secundario frente de Andalucía, la brigada tuvo un papel poco relevante durante la contienda.

## Historial
La unidad fue creada en febrero de 1937 en el frente Jaén-Granada a partir de los batallones «Granada» y «Maroto», así como con fuerzas milicianas del sector de Noalejo. El mando de la nueva brigada recayó en el comandante de infantería Enrique García Moreno, mientras que la jefatura de Estado Mayor se le encomendó al capitán de caballería José Gavilanes Verea. En abril la 80.ª BM fue asignada a la 21.ª División; para entonces tenía su cuartel general en Jaén y cubría el sector Frailes-Mures-Charilla.
El comandante García Moreno fue sustituido brevemente en el mes de junio por el comandante Antonio Gallego Abril, y poco después por el comandante Carlos Cuerda Gutiérrez. Este ostentó el mando de la unidad hasta el 20 de enero de 1938, cuando fue sustituido por el mayor de milicias Manuel Galván Rodríguez.
En mayo de 1938 uno de los batallones de la unidad fue enviado como refuerzo al frente de Levante, siendo sustituido por otro batallón integrado por reclutas. En octubre fue relevada en sus posiciones por la 106.ª Brigada Mixta, siendo la 80.ª BM sometida a una reorganización en el área de Martos y Torredonjimeno. En noviembre estaba previsto que participara en un ataque contra Granada, pero la operación finalmente se frustró y en cambio participó junto a la 78.ª Brigada Mixta en un ataque contra el sector de Tózar-Limones —que se saldó con la casi destrucción de su 3.er batallón—. Permaneció en el frente andaluz hasta el final de la contienda.

## Mandos
Comandantes
- Comandante de infantería Enrique García Moreno;
- Comandante de infantería Antonio Gallego Abril;
- Comandante de infantería Carlos Cuerda Gutiérrez;
- Mayor de milicias Manuel Galván Rodríguez;

Comisarios
- Ángel Marcos Salas, de la CNT;[4]
- Severiano Rico Leal;

Jefes de Estado Mayor
- Capitán de caballería José Gavilanes Verea;